# Kabinett Matsukata II
Das Kabinett Matsukata II (jap. 第2次松方内閣, dai-niji Matsukata naikaku) regierte Japan unter Führung von Premierminister Matsukata vom 18. September 1896 bis zum 12. Januar 1898.
Das unter Matsukata nur bis zum 2. September 1897 existierende Kolonialministerium (拓殖省, Takushoku-shō) war für die Kolonialisierung Taiwans gedacht.
| Amt                                    | Name                                       | Kammer (Wahlkreis) | Fraktion |
| -------------------------------------- | ------------------------------------------ | ------------------ | -------- |
| Premierminister                        | Matsukata Masayoshi bis 13. April 1897     |                    |          |
| Premierminister                        | Kuroda Kiyotaka bis 8. Juni 1897           |                    |          |
| Premierminister                        | Matsukata Masayoshibis 12. Januar 1898     |                    |          |
| Außenminister                          | Saionji Kimmochi bis 22. September 1896    |                    |          |
| Außenminister                          | Ōkuma Shigenobu bis 6. November 1897       |                    |          |
| Außenminister                          | Nishi Tokujirō bis 12. Januar 1898         |                    |          |
| Innenminister                          | Itagaki Taisuke bis 20. September 1896     |                    |          |
| Innenminister                          | Kabayama Sukenori bis 12. Januar 1898      |                    |          |
| Finanzminister                         | Matsukata Masayoshi bis 12. Januar 1898    |                    |          |
| Heeresminister                         | Ōyama Iwao bis 20. September 1896          |                    |          |
| Heeresminister                         | Takashima Tomonosuke 12. Januar 1898       |                    |          |
| Marineminister                         | Saigō Tsugumichi 24. Dezember 1889         |                    |          |
| Justizminister                         | Yoshikawa Akimasa 26. September 1896       |                    |          |
| Justizminister                         | Kiyoura Keigo 12. Januar 1898              |                    |          |
| Kultusminister                         | Saionji Kimmochi bis 28. September 1896    |                    |          |
| Kultusminister                         | Hachisuka Mochiaki bis 6. November 1897    |                    |          |
| Kultusminister                         | Hamao Arata bis 12. Januar 1898            |                    |          |
| Minister für Landwirtschaft und Handel | Enomoto Takeaki bis 29. März 1889          |                    |          |
| Minister für Landwirtschaft und Handel | Ōkuma Shigenobu bis 6. November 1897       |                    |          |
| Minister für Landwirtschaft und Handel | Yamada Nobuichi bis 12. Januar 1898        |                    |          |
| Minister für Kommunikation             | Shirane Sen’ichi bis 26. September 1896    |                    |          |
| Minister für Kommunikation             | Nomura Yasushi bis 12. Januar 1898         |                    |          |
| Kolonialministerium                    | Takashima Tomonosuke bis 2. September 1897 |                    |          |

## Andere Positionen
| Amt                        | Name                                   |
| -------------------------- | -------------------------------------- |
| Chefkabinettssekretär      | Takahashi Kenzō bis 8. Oktober 1897    |
| Chefkabinettssekretär      | Hirayama Narinobu bis 12. Januar 1898  |
| Leiter des Legislativbüros | Kōmuchi Tomotsune bis 28. Oktober 1897 |
| Leiter des Legislativbüros | Ume Kenjirō bis 12. Januar 1898        |